# 烈士谷

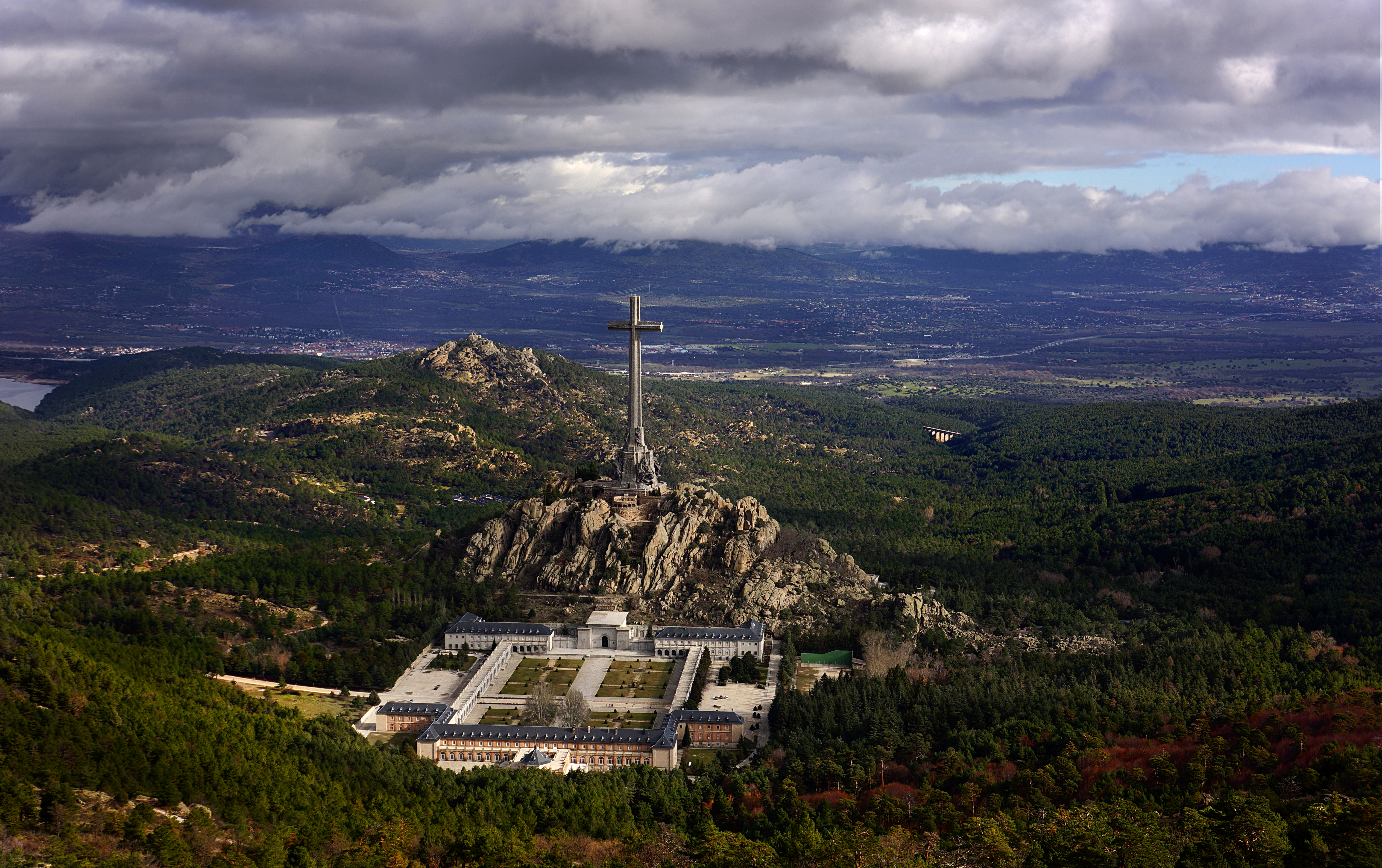
烈士谷俯瞰

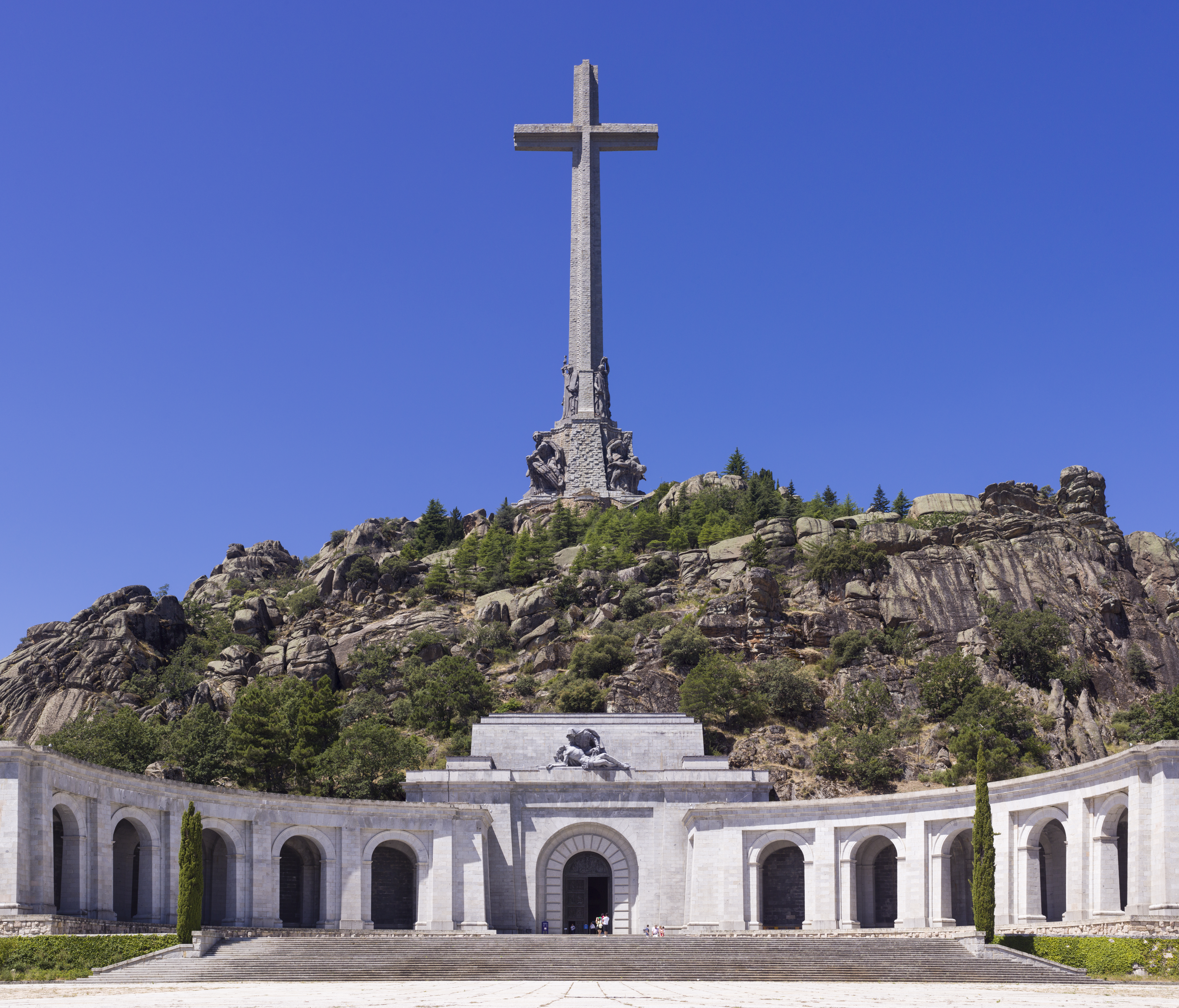
從廣場看烈士谷

烈士谷 （西班牙語：Valle de los Caídos，西班牙語發音：[ˈbaʎe ðe los kaˈiðos] ) 是一座西班牙陵园、罗马天主教宗座圣殿（烈士谷圣十字圣殿，Basílica de la Santa Cruz del Valle de los Caídos）、修道院（烈士谷圣十字修道院，Abadía de la Santa Cruz del Valle de los Caídos），位于马德里附近的圣洛伦索-德埃尔埃斯科里亚尔瓜達拉馬山脈Cuelgamuros山谷，由西班牙法西斯獨裁者弗朗西斯科·佛朗哥為了紀念和埋葬在西班牙内战中的阵亡者而兴建。佛朗哥在墓地完成時稱紀念碑意在成為“全國贖罪行為”和和解。烈士谷作為佛朗哥統治的倖存紀念碑及其天主教大教堂仍然存在爭議，部分原因是10%工人由西班牙共和國政治犯組成。

## 建築風格
根據佛朗哥的說法，紀念碑是20世紀西班牙建築的標誌性建築，由Pedro Muguruza和DiegoMéndez設計，"古老的紀念碑的宏偉，蔑視時間和記憶。" 與Universidad Laboral de Gijón一起, 它是最初的西班牙新埃雷拉風格的最突出的例子，這是一個胡安·德·埃雷拉建築複興的一部分，以皇室為例為埃斯科里亚尔修道院。這種獨特的西班牙建築被廣泛應用於戰後西班牙的公共建築物，並紮根於國古典主義的例證阿尔伯特·斯佩尔的例證或墨索里尼的EUR區。

## 設置
紀念碑區覆蓋3,360英畝（13.6平方）的地中海林地和花崗岩巨石在Sierra de Guadarrama山丘上 ，高於3,000英尺（910）海拔高，包括本笃会大教堂 ，a  abbey，谷和Juanelos - 四個圓柱形的巨石可追溯到16世紀。 紀念碑最突出的特點是在距離大教堂廣場150米處的花崗岩露頭上架設了高聳的150米高（500英尺）的十字架，從大教堂廣場上可以看到，距離超過20英里（32公里）可見。

## 歷史
工程於1940年開始，經過十八年完成，紀念碑於1959年4月1日正式落成。根據官方分類帳，建設成本為1.159億比薩塔，由國家彩券抽獎和捐贈資助興建。
2010年11月，由於安全原因，薩帕特羅政府封閉大教堂。
1999年，烈士谷遭到毛主義武装團體十月一日反法西斯抵抗团体炸彈攻擊。

## 墮落之谷
包含紀念碑的山谷成為國家公園，位於馬德里西北部埃斯科里亚尔修道院皇家遺址東北10公里處。 在山谷下面躺著4萬人的遺體，他們的名字在紀念碑的登記冊中記載。 山谷包含國民軍和共和派的墳墓。

## 佛朗哥墓地

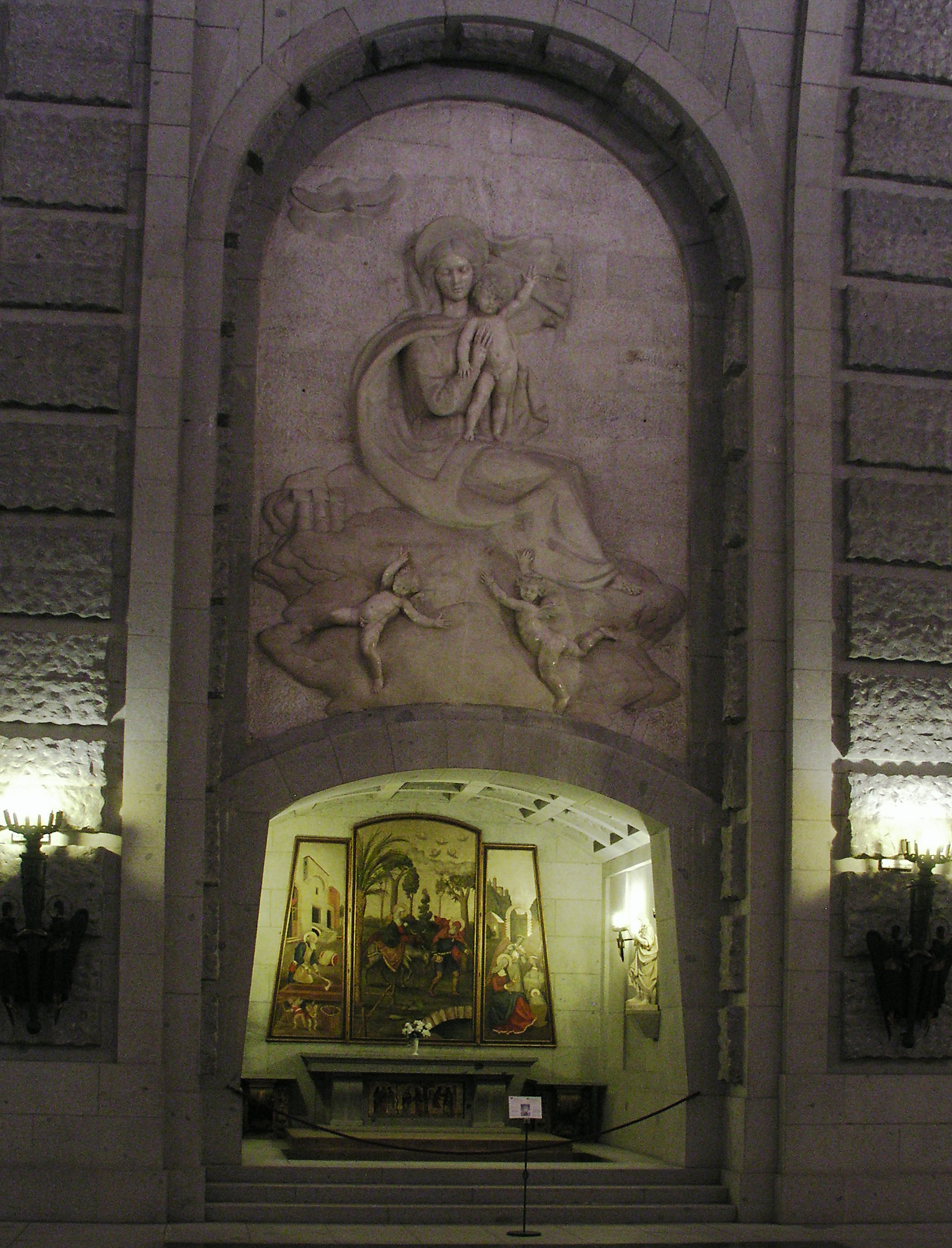

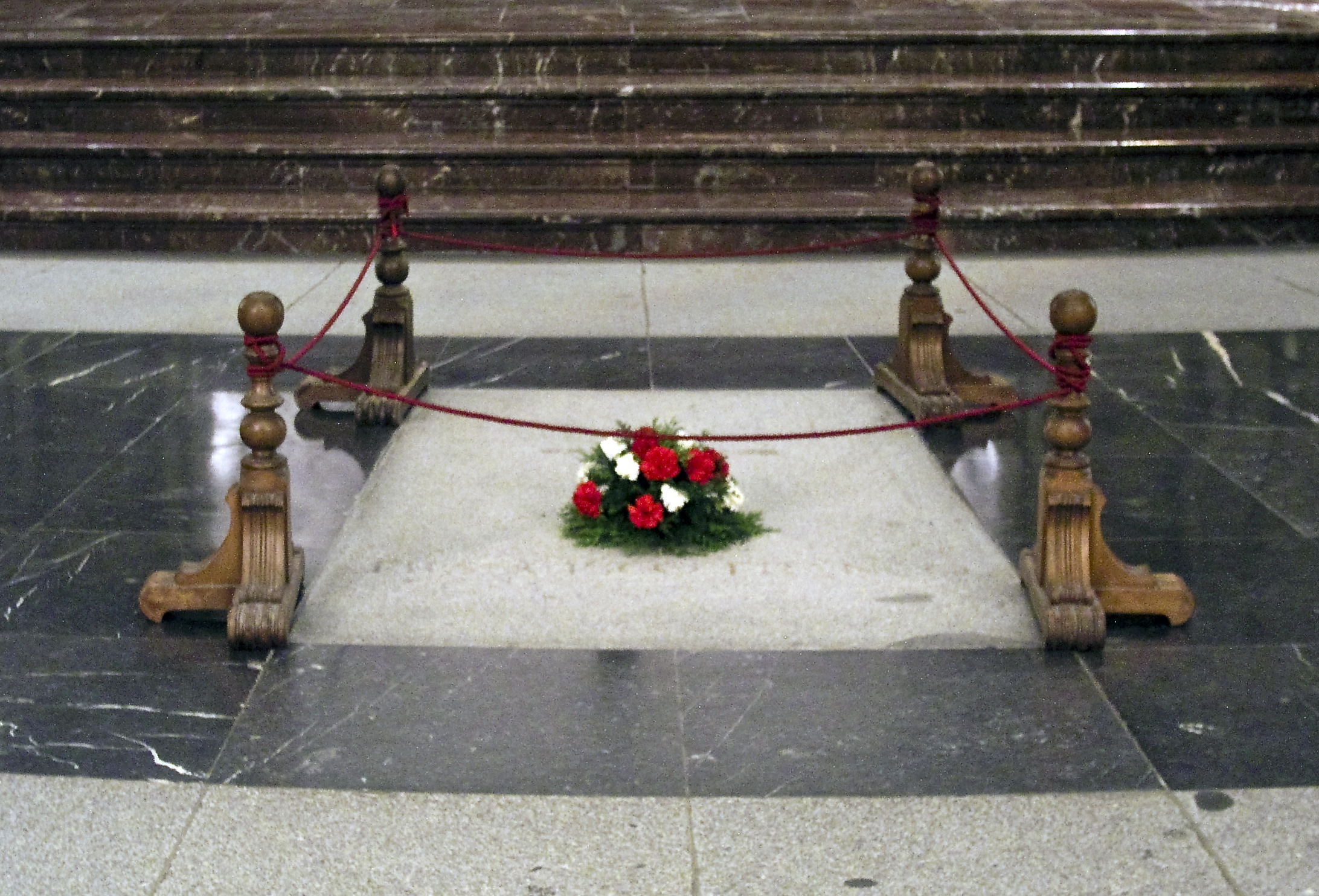
佛朗哥墓地

由於烈士谷在佛朗哥统治期间兴建，葬有在西班牙内战中牺牲的烈士，佛朗哥去世後也葬在此地，因此引來不少的相關非议。

## 爭議
佛朗哥在1939年至1975年间施行独裁统治，期间曾杀害和监禁数万名异议分子，烈士谷也由包括反对佛朗哥的政治犯被迫协助兴建。在1959年至1983年期间，西班牙各地的战争受害者遗体大批被挖掘后迁移到烈士谷，许多相关的家属都不知此事，烈士谷葬有约3.4万名在内战牺牲的烈士。不少受害者后代认为被佛朗哥军队杀害的人与佛朗哥葬在一起很荒谬，如同在赞扬他，好像他是西班牙救世主的形象。该地纪念碑被不少极右翼分子视为圣地，法西斯主义胜利的纪念地，而且该纪念碑也是欧洲硕果仅存的法西斯纪念碑，引此惹来不少争议。
2019年9月24日，西班牙最高法院支持政府的转型正义行动，下达一項重大判决，允许政府当局挖掘佛朗哥的遗骸，改葬到马德里北部帕尔多公墓，其夫人墓側。

## 外部連結
- WAIS Forum on Spain, 2003: （页面存档备份，存于） "Spain: the Valley of the Fallen": includes quote from Franco's decree, April 1, 1940
- Abadía de la Santa Cruz del Valle de los Caídos （页面存档备份，存于）: Official Website （西班牙文）.
- El Valle de los Caídos: （西班牙文）
- Fundación Francisco Franco, Valle de los Caídos:  from Franco's Memorial Trust （西班牙文）
- Valley of the Fallen （页面存档备份，存于）: visitor information and photos
- Cruz de los Caídos drawings and plans （页面存档备份，存于） from the architectural website skyscraperpage.com
- The Valley of the Fallen （页面存档备份，存于）: History and Photos.
- "Manifesto for historians regarding the Valley of the Fallen" （页面存档备份，存于） by Pío Moa, leading Spanish historian about the construction of the monument and the alleged government policy of harassment  （西班牙文）

40°38′31″N 4°09′19″W / 40.64194°N 4.15528°W